# Paulo Santos
Paulo Santos, właśc. Paulo Jorge Silva Santos (ur. 11 grudnia 1972 w Lizbonie) – piłkarz portugalski grający na pozycji bramkarza.

## Kariera klubowa
Piłkarską karierę Paulo Santos rozpoczynał w małym klubie Uniao Recreativa Mirense. W 1991 roku grał w nim w pierwszym w składzie w trzeciej lidze Portugalii. Następnie Santos przeszedł do CD Olivais e Moscavide, skąd po roku trafił do słynnej Benfiki Lizbona, ale zagrał w niej w sezonie 1993/1994 zaledwie minutę w jednym meczu będąc rezerwowym dla Neno i dzięki temu odebrał medal za mistrzostwo Portugalii. Po sezonie odszedł z Benfiki i przez sezon grał w drugoligowym FC Penafiel. Stamtąd w 1995 roku trafił do Estreli Amadora. Wywalczył w niej miejsce w wyjściowej jedenastce stając się solidnym ligowym bramkarzem, a w 1997 swoją postawą przyczynił się do zajęcia przez Estrelę 7. miejsca w lidze, najwyższego w historii tego klubu.
W 1998 roku Paulo Santos przeszedł do beniaminka portugalskiej ekstraklasy, FC Alverca. Z klubem tym przez trzy sezony grał w ekstraklasie za każdym razem pomagając mu w uniknięciu degradacji, aż w końcu w 2001 roku zgłosiło się po niego FC Porto i Santos trafił do tego zespołu. W zespole prowadzonym przez Octávio Machado, a następnie José Mourinho rozegrał jednak tylko 8 spotkań, gdyż pewne miejsce w składzie miał Vítor Baía, a był jeszcze Rosjanin Siergiej Owczinnikow. W 2002 roku Santos odszedł z Porto na wypożyczenie do Varzim SC, z którym spadł z ligi. Sezon 2003/2004 spędził jednak w rezerwach Porto i dopiero latem 2004 został pierwszym bramkarzem Sportingu Braga, z którym dwukrotnie zajął 4. miejsce w lidze, a w sezonie 2006/2007 wystąpił z klubem z Bragi w rozgrywkach Pucharu UEFA dochodząc z nim do 1/8 finału (dwie porażki po 2:3 z Tottenhamem).
Pod zakończeniu rozgrywek 2007/2008 kontrakt bramkarza z Bragą został rozwiązany i piłkarz pozostał bez klubu. W połowie sezonu 2008/2009 podpisał kontrakt z klubem Odivelas, a w lipcu 2009 roku odszedł do GD Estoril-Praia.
| Sezon   | Klub                     | Kraj       | Rozgrywki            | Mecze | Bramki |
| ------- | ------------------------ | ---------- | -------------------- | ----- | ------ |
| 1991/92 | Uniao Recreativa Mirense | Portugalia | 3. liga              | 26    | 0      |
| 1992/93 | CD Olivais e Moscavide   | Portugalia | 3. liga              | 33    | 0      |
| 1993/94 | SL Benfica               | Portugalia | SuperLiga            | 1     | 0      |
| 1994/95 | FC Penafiel              | Portugalia | Liga de Honra        | 19    | 0      |
| 1995/96 | Estrela Amadora          | Portugalia | SuperLiga            | 26    | 0      |
| 1996/97 | Estrela Amadora          | Portugalia | SuperLiga            | 33    | 0      |
| 1997/98 | Estrela Amadora          | Portugalia | SuperLiga            | 0     | 0      |
| 1998/99 | FC Alverca               | Portugalia | SuperLiga            | 30    | 0      |
| 1999/00 | FC Alverca               | Portugalia | SuperLiga            | 9     | 0      |
| 2000/01 | FC Alverca               | Portugalia | SuperLiga            | 29    | 0      |
| 2001/02 | FC Porto                 | Portugalia | SuperLiga            | 8     | 0      |
| 2002/03 | Varzim SC                | Portugalia | SuperLiga            | 2     | 0      |
| 2003/04 | FC Porto                 | Portugalia | SuperLiga            | 0     | 0      |
| 2004/05 | SC Braga                 | Portugalia | SuperLiga            | 33    | 0      |
| 2005/06 | SC Braga                 | Portugalia | SuperLiga            | 34    | 0      |
| 2006/07 | SC Braga                 | Portugalia | SuperLiga            | 29    | 0      |
| 2007/08 | SC Braga                 | Portugalia | SuperLiga            | 12    | 0      |
| 2009/10 | GD Estoril Praia         | Portugalia | Liga de Honra        | 26    | 0      |
|         |                          |            | Łącznie w SuperLidze | 246   | 0      |

## Kariera reprezentacyjna
W reprezentacji Portugalii Paulo Santos zadebiutował 16 listopada 2005 roku w zremisowanym 1:1 meczu z Irlandią Północną. W 2006 roku selekcjoner Portugalii Luiz Felipe Scolari powołał awaryjnie Santosa do kadry na Mistrzostwa Świata w Niemczech w miejsce kontuzjowanego Bruno Vale. Santos był na turnieju trzecim bramkarzem dla Ricardo oraz Quima, nie wystąpił ani razu, ale zajął z Portugalią 4. miejsce w tym turnieju.